# Busr ibn Abi-Artat
Busr ibn Abi-Artat (àrab: بسر بن أبي أرطات, Busr ibn Abī Arṭāt) o Busr ibn Artat (àrab: بسر بن أرطات, Busr ibn Abī Arṭāt) (vers 610 - després de 670) fou un cap tribal i general del clan quraixita dels Banu Amir, nadiu de la Meca, que va viure al segle vii.
Va participar en una expedició a Síria a les ordes de Khàlid ibn al-Walid, i després va participar en la conquesta d'Ifríqiya. Fou recompensat pel califa Úmar ibn al-Khattab. A la guerra civil entre Alí ibn Abi-Tàlib i Muàwiya I es va declarar pel darrer. Va participar amb Amr ibn al-As en la reconquesta d'Egipte i després va combatre els alides al Hijaz i al Iemen. Durant la campanya contra al-Hàssan ibn Alí, va dirigir l'avantguarda, fins a l'abdicació d'al-Hàssan; al final de les lluites fou nomenat governador de Bàssora on va establir una mena de dictadura. Va estar a l'Iraq i va retornar per capturar els fills de Ziyad ibn Abihi posant fi a la darrera resistència alida. Després va participar en diverses expedicions contra els romans d'Orient. Després del 670 deixa de ser esmentat.